# Калишевский, Антон Иеронимович
Антон Иеронимович Калишевский (1863—1925) — литературовед, педагог, теоретик и практик библиотечного дела, директор библиотеки Московского университета.

## Биография
Из семьи священника.
Окончил историко-филологический факультет Московского университета (1887).
В 1889 поступил на работу в библиотеку Румянцевского музея, директором которой был его университетский учитель Н. И. Стороженко. Преподавал русский язык и литературу в нескольких учебных заведениях. Участвовал в работе Общества распространения технических зданий и Педагогического общества при Московском университете. Избран членом Общества любителей российской словесности (1908), где состоял в качестве секретаря и библиотекаря. В эти годы Калишевский написал ряд литературоведческих статей о В. Г. Белинском, А. С. Пушкине, Н. В. Гоголе, В. Г. Короленко, В. М. Гаршине и др.
Был назначен директором библиотеки Московского университета (1.4.1908). Вступив в должность, Калишевский в течение месяца знакомился с общей постановкой дела в библиотеке, с деятельностью каждого сотрудника, изучая каталоги, книжный фонд. Свои впечатления о работе библиотеки и намеченную программу рационального ведения дел в порученном ему учреждении он изложил в «Докладной записке», представленной им 15 мая 1908 г. в университетское Правление. Первоочередными задачами Калишевский считал: выделение справочно-библиографического отдела, исправление каталога, описание еще неописанных коллекций и частных библиотек, организацию библиотеки в читальном зале и пересмотр библиотечных правил. Содержание «Докладной» свидетельствовало о серьезном подходе Калишевского к своим обязанностям, правильном определении круга неотложных задач, стоящих перед университетской библиотекой и перед ним как руководителем библиотеки. По мере выполнения этих правил была реорганизована библиотечная комиссия, работа которой, начиная с 1909, приобрела регулярный характер и находила отражение в ежегодных отчётах университета. В 1909 Калишевским была начата работа по пересмотру правил пользования библиотекой (завершилась только в 1920, когда Совет университета принял новые правила и Устав, разработанные Калишевским для академических библиотек).
В августе 1910 г. в Брюсселе открылась Всемирная выставка, проходили Международный съезд по библиографии и документации и Международный конгресс библиотекарей и архивистов. По инициативе Русского библиографического общества был поставлен вопрос о командировании в Бельгию представителей университета. Правление и Библиотечная комиссия решили направить библиотекаря А. И. Калишевского не только для участия в работе конгресса и съезда, но и для осмотра ряда европейских библиотек и изучения постановки в них библиотечного дела.
При деятельном участии Калишевского в Москве были открыты (1913) при народном университете им. Шанявского первые в России библиотечные курсы. Основным ежегодным предметом, который читал здесь Калишевский, была каталогизация. Кроме этого, он читал эпизодически «Введение в библиографию», «Введение в библиотековедение», «Обзор литературы по библиотековедению».
В 1914 открылась библиотека студенческого читального зала с фондом в 2,5 тыс. томов, алфавитным и систематическим каталогами. Был осуществлён перевод каталожных карточек на формат международного образца, исправлен иностранный алфавитный каталог. Был создан хорошо укомплектованный справочно-библиографический отдел. Улучшено комплектование периодическими изданиями.
Калишевский неоднократно выступал с докладами по реорганизации работы библиотек и в России (на 1-м Всероссийском съезде по библиотечному делу в 1911, на заседании 1-й библиотечной сессии Наркомпроса в 1919, на Съезде академических библиотек в 1919).
Калишевский выступал с предложениями учредить кафедры библиотековедения в университетах, присваивать звание учёного библиотекаря после публичной защиты диссертаций, добивался для библиотекарей права преподавать в высших, а для помощников библиотекарей — в средних учебных заведениях, выплаты надбавок за выслугу лет. Преподавал на библиотечных курсах при Московском городском народном университете им. А. Л. Шанявского, а в стенах библиотеки МГУ воспитал целое поколение замечательных библиотечных работников. В 1920-х гг. читал курс библиотековедения студентам-археологам Факультета общественных наук МГУ и внефакультетский курс «Пользование библиотекой и работа с книгой».
Похоронен в Москве на Новодевичьем кладбище (участок № 3, ряд 33, место 11).